# Blanche Bruce
Blanche Kelso Bruce, född 1 mars 1841 i Prince Edward County, Virginia, död 17 mars 1898 i Washington, D.C., var en amerikansk republikansk politiker. Han representerade delstaten Mississippi i USA:s senat 1875-1881. Han var den första afroamerikanen att sitta en hel sexårig mandatperiod i senaten.
Bruces far var en vit plantageägare, Pettis Perkinson och modern hans slav Polly Bruce. Blanche Bruce var född i slaveriet men blev frigiven av sin far.
Bruce arbetade som lärare under amerikanska inbördeskriget och studerade i två år vid Oberlin College. Han blev själv en plantageägare under rekonstruktionstiden. Han var sheriff i Bolivar County 1872-1875.
Bruce efterträdde 1875 Henry R. Pease som senator för Mississippi. Han efterträddes efter en mandatperiod i senaten av James Z. George.
Bruce gifte sig 1878 med Josephine Beall Wilson. Parets son Roscoe Conkling Bruce fick sitt namn efter senator Roscoe Conkling.
Bruce fick åtta röster i omröstningen om vicepresidentkandidat på republikanernas konvent inför presidentvalet i USA 1880, första gången en afroamerikan alls hade fått röster i en dylik omröstning på ett partikonvent.
Bruce innehade 1881-1885 ett ämbete på USA:s finansdepartement, Register of the Treasury. Ämbetets innehavare hade sin autograf på den tidens amerikanska sedlar. Bruces signatur är den första namnteckningen av en afroamerikan att förekomma på USA:s papperspengar.
Bruces grav finns på Woodlawn Cemetery i Washington, D.C.